# Parque Augusta - Prefeito Bruno Covas
O Parque Augusta é uma área de 24.603 metros quadrados, localizada na confluência da Rua Augusta com a Rua Caio Prado e a Rua Marquês de Paranaguá, no bairro Cerqueira César, região do Baixo Augusta, distrito da Consolação, próximo ao centro da cidade de São Paulo.
Em 2019, depois de décadas de disputas sobre o terreno, a Prefeitura de São Paulo assinou a escritura do terreno do Parque Augusta. O parque foi inaugurado em 6 de novembro de 2021. A mobilização da sociedade, além de garantir a vida do Parque Augusta, público e sem prédios, serviu e continua servindo como inspiração para a participação popular em defesa de uma cidade que preserve o meio ambiente e dignifique a condição humana. 

## História
O Parque Augusta em São Paulo corresponde aos imóveis tombados à Rua Marquês de Paranaguá nº 115 e Caio Prado nº 232 (Setor 10, Quadra 14, Lote 438); e Rua Marquês de Paranaguá nº 217 e Rua Augusta nº 344 (Setor 10, Quadra 14, Lote 131).
O arquiteto francês Victor Dubugras projetou o palacete residencial da família de Fábio Uchôa para o terreno do atual Parque Augusta. O palacete, conhecido como Vila Uchoa, foi construído e concluído em 1902 pelo engenheiro Emilio Fagnani. “A volumetria da Vila Uchoa impressiona, se comparada aos palacetes da época: poucos equivaliam a ela em ortogonalidade. As janelas retangulares, excepcionalmente austeras, possuíam venezianas e vidros. Os elementos mais rebuscados estavam no topo do torreão e na porta principal, contrastando às lisuras de um volume econômico nos relevos”.
Em 21 de março de 1907 o imóvel foi vendido para a Associação Instrutiva da Juventude Feminina das Cônegas de Santo Agostinho, que utilizaram o palacete para inaugurar, no mesmo ano, o Colégio Des Oiseaux, voltado para a formação das filhas da elite paulistana (ver foto do palacete convertido em colégio). O portão de entrada para o colégio ficava na Rua Caio Prado 232. Em 1910, no terreno do atual Parque Augusta, foi também fundada a Escola Santa Mônica, para atender a "crianças de poucos recursos", meninos e meninas. A escola funcionava em um prédio com entrada pela Rua Augusta 344. Em 1917 foi inaugurado o novo prédio do Colégio Des Oiseaux (ver fotos do novo prédio à direita do palacete). “Os amplos jardins, frontais e laterais do edifício garantiam a distância espacial conveniente da rua, à semelhança do que ocorria com as habitações das camadas de alta renda instaladas nesta parte da cidade. A extensão desses jardins permitia a entrada de automóveis transportando as alunas, transformando as saídas do colégio em um espetáculo para ser visto à distância pelos transeuntes do bairro.”
Em 1932, as Cônegas de Santo Agostinho fundaram a Faculdade de Filosofia, Ciências e Letras Sedes Sapientiae (Antigo Instituto Sedes Sapientiae), a primeira faculdade feminina de filosofia do país aprovada pelo Governo Federal. A faculdade funcionou no prédio do Colégio Des Oiseaux de 1932 a 1942, quando foi transferida para o prédio vizinho, à Rua Marquês de Paranaguá 111, projetado por Rino Levi e tombado pelo Condephaat. A faculdade, agregada à PUC-SP em 1946, só foi formalmente incorporada à universidade em 1970, quando o imóvel projetado por Rino Levi foi doado à PUC-SP. O Ginásio de Aplicação da Faculdade de Filosofia, Ciências e Letras Sedes Sapientiae funcionava no terreno do Parque Augusta, no Colégio Des Oiseaux, em um prédio com entrada pela Rua Marquês de Paranaguá 115. O Ginásio de Aplicação era frequentado por alunas com poder aquisitivo inferior às do Colégio Des Oiseaux, que integravam a elite paulistana.
Cônega da congregação de Santo Agostinho, cujo lema é “fazer o bem a todos e mal a ninguém”, Madre Cristina, combativa militante pelas questões sociais e políticas do país, participou ativamente de todos os passos desse processo educacional. Aos dez anos de idade, em 1926, ingressou no ginásio (fundamental II) do Colégio Des Oiseaux; cursou a Faculdade de Filosofia, Ciências e Letras Sedes Sapientiae nos anos 1930; doutorou-se pela PUC-SP em 1954; e fundou o novo Instituto Sedes Sapientiae em 1975.
O Palacete Uchoa foi demolido em 1962. Em 1969 o Colégio Des Oiseaux encerrou as suas atividades. O imóvel do atual Parque Augusta foi vendido em 16 de maio de 1969 para Clelta – Cedro do Líbano Empreendimentos Ltda., que mudou sua razão social várias vezes antes de assumir, em 11 de dezembro de 1976, a denominação Teijin do Brasil Importação e Exportação Ltda. Entre 1971 e 1974 o prédio do Colégio Des Oiseaux esteve alugado para o Equipe Vestibulares e Colégio Equipe. Neste período, o Centro Cultural do Equipe organizou shows com Cartola, Clementina de Jesus, Gilberto Gil, Hermeto Pascoal, Luiz Gonzaga, Nelson Cavaquinho, Raul Seixas, entre outros.
Em 1974, o prédio do antigo Colégio Des Oiseaux, infelizmente, foi demolido para a construção de um empreendimento hoteleiro que, felizmente, foi desativado. O terreno foi transformado em estacionamento e, entre 1985 e 1987, abrigou o Projeto SP, em sua estrutura coberta por lona, como se fosse um circo, que promoveu apresentações de Baden Powell, Cazuza, Milton Nascimento, Stanley Clarke, Tetê Spíndola, Tim Maia, Titãs, entre outros.
Em 20 de junho de 1994 um cidadão da vizinhança redigiu um abaixo assinado e colheu assinaturas solicitando o tombamento do imóvel junto ao Conpresp – Conselho Municipal de Preservação do Patrimônio Histórico, Cultural e Ambiental da Cidade de São Paulo. O abaixo assinado, dirigido ao Presidente do Conpresp, Marcos Faerman, foi protocolado pelo Conpresp com o nº 175/94. O terreno do Parque Augusta só foi definitivamente tombado em 2004, após três solicitações formais e dez anos de insistente acompanhamento junto ao Conpresp do cidadão que redigiu o abaixo assinado em 1994. Nos primeiros meses que se seguiram à solicitação original, o Conpresp informava que ainda era muito cedo para qualquer informação; até que, um dia, o Conpresp informou que já era muito tarde. A solicitação original de 1994 foi então novamente apresentada ao Conpresp.
Em 1996, o terreno foi adquirido pelo ex-banqueiro e incorporador Armando Conde.
As arquitetas Vânia Lewkowicz Katz e Helenice Diamante foram designadas pelo Conpresp para fazer o pré-projeto de tombamento do imóvel. Após a segunda solicitação, o Conpresp informou que, em reunião ordinária, foi aprovada a abertura do processo de tombamento do imóvel para publicação no Diário Oficial do Município, mas que, infelizmente, a resolução foi indevidamente encaminhada para o Arquivo Morto. O Conpresp, solicitado a reverter o desencaminhamento, informou que a solicitação original deveria ser, uma vez mais, reencaminhada ao Conpresp.
Em 31 de outubro de 1997 foram solicitadas formalmente, por requerimento, informações sobre o andamento da solicitação original de 1994 ao Conpresp, documento protocolado com o nº 528/97. Por fim, em 9 de setembro de 2001 o Conpresp encaminhou ao solicitante o Ofício 935/2001 informando a abertura do Processo de Tombamento. Com a abertura do Processo de Tombamento, a área passou a ter proteção legal que implicava a prévia autorização do Conpresp para qualquer intervenção física no local. Em 5 de dezembro de 2001, a foto aérea do imóvel virou capa da Revista Vejinha de São Paulo com o título “Os terrenos milionários da cidade”. Em 14 de dezembro de 2004 o imóvel foi definitivamente tombado pela RESOLUÇÃO Nº 23/CONPRESP/2004 (espécies arbóreas e arbustivas e quantidade listadas no Anexo I).
Somente a partir do tombamento, e com a visibilidade proporcionada pela mídia, teve início a movimentação social em prol da transformação de 100% do terreno em parque público sem prédios.
Entre 2005 e 2010, em várias temporadas, o Circo Zanni ergueu sua lona no terreno do Parque Augusta. Em 2006, a pedido da SAMORCC – Sociedade dos Amigos, Moradores e Empreendedores do Bairro de Cerqueira César, começou a tramitar na Câmara Municipal de São Paulo o projeto de lei 345/2006, de autoria dos vereadores Juscelino Gadelha e Aurélio Nomura, que propunha a criação do Parque Municipal Augusta na totalidade do terreno.
Após intensas pressões dos movimentos sociais, a Câmara Municipal de São Paulo aprovou, em duas votações, o Projeto de Lei 345/2006 e enviou a Lei Ordinária Municipal 15.941 ao prefeito Fernando Haddad, que a sancionou em 23/12/2013. Em 2014 surgiu o Movimento Parque Augusta, reunindo três movimentos sociais, Aliados do Parque Augusta, Parque Augusta sem Prédios e Organismo Parque Augusta (OPA).  A escritura do Parque Augusta foi finalmente passada para a Prefeitura de São Paulo em 6 de abril de 2019; e o parque foi inaugurado em 6 de novembro de 2021, 27 anos após a solicitação original de tombamento de 20 de junho de 1994. A mobilização da sociedade, além de garantir a vida do Parque Augusta, público e sem prédios, serviu e continua servindo como inspiração para a participação popular em defesa de uma cidade que preserve o meio ambiente e dignifique a condição humana.

## Processos judiciais

### Ano de 2015
Em 27 de janeiro de 2015, o CONPRESP (Conselho Municipal de Preservação do Patrimônio Histórico, Cultural e Ambiental da Cidade de São Paulo), aprovou a construção de prédios no Parque Augusta, contrariando as expectativas criadas pela sanção da lei 15.941 pelo prefeito Fernando Haddad, em dezembro de 2013.
Em 13 de fevereiro de 2015, o Ministério Público Estadual de São Paulo, determinou que as indenizações (cerca de R$ 120 milhões) pagas à Prefeitura de São Paulo pelos bancos UBS, CITIBANK e DEUTSCH por conta dos recursos públicos desviados pelo ex-prefeito Paulo Maluf durante obras da Avenida Roberto Marinho (antiga Águas Espraiadas) deverão ser usadas para viabilizar o Parque Augusta Sem Prédios, em toda sua área de 24 mil metros quadrados.
Em março de 2015, mais de um ano após a sanção da lei, o Parque Augusta seguia fechado, abandonado e ocioso. A Prefeitura de São Paulo alegava falta de recursos, embora especialistas em planejamento urbano assegurem que, com a recente aprovação do plano diretor da cidade, e a transformação do Parque Augusta em ZEPAM (Zona Especial de Proteção Ambiental) o potencial construtivo do terreno pode se tornar desinteressante para as empreiteiras, fazendo com que se  mobilizem em transferi-lo para outro local. Dessa forma, a Prefeitura de São Paulo poderia viabilizar o Parque Augusta Sem Prédios a custo zero para o erário público. Diante da demora da prefeitura de São Paulo em cumprir a lei 15.941, ativistas ocuparam e limparam o terreno do Parque Augusta e o abriram à população paulistana com a oferta de várias atividades auto-gestionadas.
Os Movimentos populares, que apoiam a luta em prol do Parque Augusta Sem Prédios organizaram de 1 a 4 de março o evento com várias atrações gratuitas como apresentações musicais, picnics, brincadeiras, oficinas de grafite e stencil, entre outras contra a reintegração de posse do terreno, marcada para dia 4 de março de 2015, com força policial.
No dia 3 de março de 2015, o juiz Gustavo Coube de Carvalho, da 5ª Vara Cível do Fórum Central da Comarca de SP, manteve a reintegração de Posse do Parque Augusta para 4 de março de 2015, pela manhã, após indeferir pedido de suspensão da mesma por 90 dias, solicitada pelo movimento ativista.
A Reintegração de Posse do Parque Augusta, no dia 4 de março de 2015, teve violência policial contra ativista desarmada e pacífica, marcha em direção à Prefeitura de São Paulo e plantio de árvores no Vale do Anhangabaú, ameaçado por projeto de requalificação realizado pela iniciativa privada e Prefeitura de SP, sem participação popular.  
No dia 5 de março de 2015, as Construtoras Cyrela e Setin perfuraram as calçadas do entorno do Parque Augusta, com a intenção de levantar tapumes. Esta manobra foi denunciada pelos ativistas defensores do Parque Augusta sem Prédios que mantém vigília no local.
No dia 9 de março de 2015, aconteceu audiência pública envolvendo os movimento ativistas defensores do Parque Augusta sem Prédios, O Ministério Público do Estado de SP, e entidades da sociedade civil organizada. Foram aventadas propostas para se resolver o impasse. Uma delas seria a doação do terreno pelas construtoras proprietárias à à cidade de São Paulo. 
No dia 11 de março de 2015, o promotor Sílvio Marques deu prazo de dois dias para que as construtoras proprietárias do terreno do Parque Augusta o vendessem à Prefeitura de São Paulo. Caso contrário, o Ministério Público do Estado de São Paulo entraria com ação civil pública contra as construtoras proprietárias por irregularidades na aprovação do projeto dos edifícios e por crimes ambientais.
No dia 13 de março de 2015, advogados representantes das construtoras Setin e Cyrela, proprietárias do terreno do Parque Augusta, reuniram-se com o promotor de justiça Sílvio Marques, na sede do Ministério Público do Estado de SP e aceitaram negociar a venda do terreno do Parque Augusta à Prefeitura de São Paulo. Os representantes legais das empresas pediram prazo de duas semanas para arbitrar valores financeiros para a transferência da última área verde do centro da cidade de São Paulo à municipalidade.
No dia 7 de abril de 2015, o Tribunal de Justiça de São Paulo, através de sua Terceira Câmara de Direito Público, decidiu, por 2 votos (dos desembargadores Antônio Carlos Malheiros e Jose Luis de Almeida) a 1 (do desembargador relator Maurício Fiorito) que o terreno do Parque Augusta deveria ser reaberto à população de São Paulo em 30 dias após publicação da sentença. Caberia recurso, mas as proprietárias do terreno, divulgaram à imprensa que não recorreriam.
No dia 18 de maio de 2015, foi veiculada a informação de que o terreno do Parque Augusta poderia abrigar significativo patrimônio arqueológico, completamente ignorado e negligenciado pelo poder público, a partir de estudos e investigações de pesquisadores independentes. A construção de prédios, dessa forma, poderia ser comprometida, a fim de se preservar o futuro sítio arqueológico do Parque Augusta.
No dia 1 de julho de 2015, uma pequena parte do Parque Augusta, cercada por tapumes metálicos, e sem condições adequadas de acessibilidade, saneamento básico e conservação foi reaberta ao público, por força de determinação legal, expedida pelo Tribunal de Justiça de São Paulo, a pedido do Movimento Parque Augusta Sem Prédios.

### Ano de 2016
No dia 30 de abril de 2016, foi divulgada a informação de que o Ministério Público do Estado de São Paulo, decidiu que o Parque Augusta deve ser reaberto à população, sem prédios, conforme expectativa gerada com sanção da lei 15.941, de 2013, pelo prefeito da Cidade de São Paulo, Fernando Haddad. O Ministério Público do Estado de São Paulo exige ainda que a última área verde do centro da cidade de São Paulo seja entregue à prefeitura de São Paulo, em virtude de dívidas oriundas do não pagamento de multas pelo fechamento indevido do Parque Augusta.
No dia 4 de agosto de 2016, houve mais uma manifestação popular na cidade de São Paulo para reivindicar o Parque Augusta sem Prédios. Desta vez, dezenas de crianças da rede pública de educação, educadores e educadoras, artistas e ativistas realizaram um cortejo pelas ruas do centro de São Paulo e realizaram um abraço simbólico à última área verde do centro da cidade de São Paulo.
No dia 22 de agosto de 2016, ocorreu mais uma audiência de conciliação promovida pela 13.ª Vara da Fazenda Pública de São Paulo entre a prefeitura de São Paulo e os proprietários do terreno de 25 mil metros quadrados do Parque Augusta. A juíza Maria Gabriella Pavlopoulos Spaolonzi sugeriu a utilização da transferência do potencial construtivo, prevista no Estatuto das Cidades, para viabilizar o cumprimento da Lei 15.941, sancionada pelo prefeito Fernando Haddad em dezembro de 2013, e garantir a implantação do Parque Augusta sem Prédios e sem custos exorbitantes ao erário público.
As proprietárias do terreno do Parque Augusta recusaram a oferta realizada pela prefeitura de São Paulo e o acordo, estimulado pelo Ministério Público e pela Justiça do Estado de São Paulo, não logrou êxito. O Ministério Público do estado de São Paulo continua mobilizado para alcançar o objetivo do Parque Augusta sem Prédios e o cumprimento da Lei 15.941, sancionada pelo Prefeito Fernando Haddad em dezembro de 2013.
No dia 26 de agosto de 2016, o Movimento Parque Augusta Sem Prédios participou da Virada Sustentável 2016, com mais uma edição do tradicional Pic Nic no Asfalto da Rua Augusta, das 14 às 18 hs, com o objetivo de divulgar os preceitos da Sustentabilidade e a preservação da última área verde do centro da cidade de São Paulo.
No dia 25 de outubro de 2016, diante do não cumprimento da Lei 15.941, sancionada pelo Prefeito da cidade de São Paulo Fernando Haddad em dezembro de 2013, e de manifestações do prefeito eleito de São Paulo João Doria Junior, afirmando que o Parque Augusta sem Prédios não seria prioritário, manifestações espontâneas em defesa da última área verde do centro da cidade de São Paulo, voltaram a ocorrer.

### Ano de 2017
No dia 11 de fevereiro de 2017, o Prefeito João Doria (PSDB-SP), durante a operação Cidade Linda na Praça da República foi surpreendido por manifestação popular espontânea que exigia o cumprimento da Lei Municipal 15.941, que versa sobre a Criação do Parque Municipal Augusta sem Prédios, e que foi sancionada em dezembro de 2013 pelo prefeito Fernando Haddad(PT-SP).
No dia 4 de abril de 2017, após várias manifestações populares ocorridas no fim de 2016 e no começo de 2017, a Prefeitura de São Paulo, já sob a gestão João Doria (PSDB-SP) divulgou que o Conselho de Gestão, formado por voluntários, da Secretaria Municipal de Justiça, iria estudar a viabilidade da implantação do Parque Augusta sem Prédios, como expresso na lei 15.941, sancionada pelo prefeito Fernando Haddad (PT-SP) em dezembro de 2013.
No dia 17 de abril de 2017, em meio a várias manifestações populares em defesa do Parque Augusta sem Prédios, a última área verde do centro da cidade de São Paulo, ameaçada pela especulação imobiliária, o prefeito João Doria (PSDB-SP) recebeu a proposta do Ministério Público do Estado de São Paulo de realizar permuta com outros terrenos públicos para viabilizar o cumprimento da Lei 15.941, sancionada pelo ex-prefeito Fernando Haddad (PT-SP), e que prevê a criação do Parque Augusta na totalidade do terreno de 25 mil metros quadrados encravados entre as ruas Augusta, Caio Prado e Marquês de Paranaguá. 
No dia 4 de Agosto de 2017, O prefeito de São Paulo João Doria encontra uma solução definitiva para essa saga que perdurou por décadas e após reunião com diversas entidades, entraram em acordo e finalmente anuncia que a cidade de São Paulo terá mais uma área verde e de lazer para a população. O prefeito João Doria assinou na sexta-feira (4/08/17) o protocolo de intenções para a criação do Parque Augusta, após um acordo entre a Prefeitura, Ministério Público e as construtoras Cyrela e Setin, proprietárias do terreno de quase 24.603 m² localizado entre as ruas Caio Prado e Marquês de Paranaguá, na região central. 
O acordo envolveu representantes da Prefeitura, do Ministério Público e das incorporadoras. O projeto passará por diferentes etapas judiciais, administrativas e junto à Câmara Municipal. A estimativa é que as obras do parque sejam iniciadas e concluídas em 2018.
O acordo consiste na permuta entre a prefeitura com as incorporadoras de uma área de cerca de 18 mil m² localizada em um terreno de 48 mil m², próximo à Marginal Pinheiros, local que até a presente data ainda funciona a prefeitura regional de Pinheiros e uma base da CET. O acordo impôs que as construtoras se comprometessem a realizar as seguintes contrapartidas para a prefeitura:
Elaboração do projeto básico e executivo do local, implantar o Parque Augusta e ser responsável pela sua manutenção durante 24 meses;
Implantação de um Centro de Educação Infantil (CEI) para o atendimento de 200 crianças entre zero e três anos e 11 meses de idade, preferencialmente na região Sul;
Implantação de um Centro Temporário de Atendimento (CTA) para o atendimento de 260 pessoas em situação de rua;
Construção de um novo edifício para sediar a Prefeitura Regional de Pinheiros;
Revitalização e manutenção da Praça Roosevelt, no Centro de São Paulo, por 24 meses;
Revitalização e manutenção da Praça Victor Civita, em Pinheiros, por 24 meses;
Implantar na Rua Gravataí um corredor verde que faça a Integração entre a Praça Roosevelt com o novo Parque Augusta;
Descontaminação do terreno em Pinheiros.
A Prefeitura ficou responsável por obter a autorização legislativa para a elaboração do Projeto de Intervenção Urbana (PIU), que viabilizará a permuta, e obtenção de abertura da matrícula junto ao cartório.
Perícias na área
O município também se responsabilizou por elaborar os estudos preliminares de implantação dos equipamentos que serão construídos, acompanhar os projetos executivos e os memoriais descritivos das obras projetadas. Para a realização dos projetos e avaliação das contrapartidas, serão feitas perícias para a comparação dos valores de mercado dos terrenos do Parque Augusta e de Pinheiros.
O secretário municipal de Justiça, Anderson Pomini, informou que o potencial construtivo, localização da área, o investimento por metro quadrado e outros fatores deveriam ser considerados para a definição da metragem da área em Pinheiros que seria permutada com as construtoras. “Há a necessidade de apurarmos o valor da área equivalente do Parque Augusta. Para que não haja prejuízo à Prefeitura, e também não haja prejuízo aos proprietários das áreas, perícias serão realizadas. Tudo será homologado pelo Judiciário, que indicará um perito, justamente para que faça a apuração desses dois valores. Ou seja, tomará o cuidado de se certificar que a Prefeitura em momento algum estará em desvantagem em relação ao acordo que está proposto.”
O andamento do acordo será constantemente acompanhado por técnicos da Prefeitura e pelos promotores Sílvio Marques, José Carlos Blat, Valter Santin e Luís Roberto Proença, da Promotoria de Justiça do Patrimônio Público, Social e Ambiental, que fiscalizam todo o processo para a viabilização do Parque Augusta. O município também garantirá a participação da sociedade civil para que opinem em ideias e soluções para a criação do parque em uma audiência pública, prevista para acontecer em dezembro de 2017.
No dia 7 de agosto de 2017, durante a apresentação pública do pré projeto do Parque Augusta, que foi solicitada pela SAMORCC no Hotel Jaraguá, os ativistas do Movimento Parque Augusta sem Prédios questionaram a imposição de um método e um ritmo de decisões que não considera e respeita a diversidade e a democracia. A ausência de sustentabilidade hídrica e energética do projeto da Prefeitura de São Paulo para o Parque Augusta sem prédios também foi objeto de críticas. O Movimento Parque Augusta sem Prédios defende que a implantação da futura área verde possa acontecer imediatamente, com abertura de seus portões à população de São Paulo, e que haja um canteiro vivo que possa incorporar ao longo do processo histórico contribuições dos ativistas e dos cidadãos de São Paulo. Além disso, o Movimento Parque Augusta sem Prédios preconiza a instalação de chuveiros para moradores em situação de rua, cozinha comunitária e a realização de atividades de cura física e mental.

### Ano de 2018
Em 05 de abril de 2018, Perícia Judicial aponta diferenças entre os valores dos terrenos do Parque Augusta e da Prefeitura de SP para realização de permuta para viabilização da área verde o que gera questionamentos diversos.
Em 16 de abril de 2018, as construtoras e a Prefeitura de São Paulo anunciam uma nova possibilidade para a viabilização do Parque Augusta sem Prédios:a troca do terreno pela Transferência do Direito de Construir (TDC) em audiência de conciliação promovida pela 13 Vara da Fazenda Pública sob condução da juíza Maria Gabriella Spaolonzi.
Ativistas do Parque Augusta sem Prédios pressionam o prefeito Bruno Covas em maio, junho, julho e agosto de 2018 para que a área verde seja aberta à população de São Paulo respeitando o Projeto Comunitário que prevê o canteiro vivo com participação das pessoas ao longo da implantação, a utilização da água desperdiçada nas ruas do entorno, o aproveitamento da energia solar e a preservação do patrimônio histórico e cultural, incluindo o muro da Rua Augusta. 
O Ministério Público do estado de São Paulo e a Prefeitura de SP realizaram a oficialização de acordo de autocomposição para a viabilização do Parque Augusta sem Prédios, última área verde do centro da cidade de São Paulo e sempre ameaçada pela especulação imobiliária, assim como muitos outros territórios como o Parque do Bixiga,o Parque dos Búfalos, o Parque da Fonte, o Parque do Caxingui, o Parque da Vila Ema, o Parque da Mooca, o Parque do Peruche, o Parque da Brasilândia, o Parque da Cruz Vermelha, o Parque Paiol Parelheiros, a Praça da Nascente,o Parque da Barra Funda, entre outros. O Acordo anunciado pelo Ministério Público do Estado de SP e Prefeitura de SP prevê a doação do terreno do Parque Augusta para a Prefeitura de SP e sua implantação em 18 meses e sua manutenção por 2 anos após a abertura.O Acordo foi viabilizado após o anterior sugerido pelo ex-prefeito João Doria ter sido descartado por envolver potencial permuta de terrenos. 
As proprietárias do terreno do Parque Augusta devem receber a transferência do Direito de Construir, instrumento previsto no Plano Diretor e no Estatuto das Cidades.As empresas se comprometeram a ressarcir o município de São Paulo em R$ 10 milhões, sendo que R$ 6,25 milhões serão usados para implantar o parque propriamente dito com ações de restauro do patrimônio tombado, portarias, sanitários, iluminação pública entre outras melhorias; R$ 250 mil serão usados para implantar um boulevard na Rua Gravataí, rua ao ao lado do Parque Augusta que faz sua ligação com a Praça Roosevelt; R$ 1,65 milhões serão destinados a um instituto de longa permanência para idosos;R$ 2 milhões para manutenção do Parque Augusta por 2 anos.O Ministério Público do Estado de São Paulo que havia destinado cerca de R$ 90 milhões desviados pelo ex-prefeito de SP Paulo Maluf nas obras da Avenida Águas Espraiadas, na zona sul de SP, repatriados em 2015, para a implantação do Parque Augusta, agora com o acordo firmado, transferirá todo o montante para a Educação(construção de creches e escolas infantis);.
O Movimento Parque Augusta sem Prédios entende que este evento representa um avanço em relação a possibilidade anterior de construção de edifícios no interior do terreno de 24 mil metros encravados entre as ruas Augusta, Marquês de Paranaguá e Caio Prado, mas pondera que aspectos considerados essenciais não estão contemplados nesse Acordo: 
- A participação continuada e garantida no desenvolvimento do Estudo Preliminar do Parque apresentado pela Secretaria do Verde e do Meio Ambiente, tornando-o um Projeto Comunitário Participativo; 
- A discussão mais atualizada nos modos de gestão compartilhada buscando criar novas políticas publicas; 
- A abertura imediata dos portões, reconhecendo a arbitrariedade no seu fechamento e a possibilidade da implantação do Canteiro Vivo Parque Augusta, uma metodologia contemporânea de parceria entre o Governo e a Sociedade Civil; 
O Movimento Parque Augusta sem Prédios realizou roda de conversa para a avaliação do acordo de viabilização exposto pela Prefeitura de SP e pelo Ministério Público do estado de SP na livraria Tapera Taperá, em 10/08/2018, às 15 horas, e reforçou sugestões de aprimoramento do acordo entre Prefeitura de SP e Ministério Público, com ênfase no Microgeração de Energia Solar, Permeabilização do rio Augusta no interior do Parque Augusta, Preservação do Muro Histórico da Rua Augusta na sua totalidade e abertura imediata dos portões do Parque Augusta com processo de Canteiro Vivo para implantação com Participação Popular e Gestão comunitária autônoma.  
Os Ativistas do Parque Augusta sem Prédios afirmaram que o mesmo é um símbolo do Direito à Cidade e da Democracia Direta, e  uma força de Esperança e de Luz Calorosa numa conjuntura histórica, social, política, tecnológica e econômica de fragilidade e desgaste das Instituições, da Democracia Representativa, do recrudescimento da intolerância e da violência, do aumento da desigualdade de renda, de Gênero e de Raça e do desalento e da desesperança das pessoas em relação ao seu presente cotidiano e suas perspectivas futuras.
No dia 21 de setembro de 2018 Justiça de Sâo Paulo homologou o acordo que viabiliza o Parque Augusta sem Prédios. Pelas tratativas entre Ministério Público do Estado de Sio Paulo, Prefeitura de São Paulo e as proprietárias do terreno de 24 mil metros quadrados, o Parque Augusta será doado à Prefeitura de São Paulo que ainda receberá indenização de R$ 10 milhões de indenizações a serem usados para a implantação de creches e escolas públicas na cidade de São Paulo.Em Troca, os proprietários do terreno do Parque Augusta receberão Títulos de Potencial Construtivo, certificados que permitem construção acima do permitido em outras áreas da cidade e que podem ser comercializados no mercado imobiliário.A Prefeitura de São Paulo prometeu começar as obras no início de 2019 e entregar o Parque Augusta sem Prédios à População em meados de 2020.A Prefeitura de SP também, com  a homologação do acordo do Parque Augusta sem Prédios, terá acesso aos R$ 90 milhões repatriados pelo Ministério Público do Estado de SP em 2015 após terem sido desviados pelo ex-prefeito de São Paulo, Paulo Maluf (PP-SP).Esses recursos serão utilizados para implantação de creches municipais, segundo a Prefeitura de SP.Ativistas afirmaram que acompanharão o processo, mas exigem participação popular, abertura imediata do Parque Augusta à População, Permacultura, Canteiro Vivo, Energia Solar, Permeabilização do Rio Augusta e Preservação do Muro Histórico da Rua Augusta em sua Totalidade. 

### Ano de 2019
No dia 06 de abril de 2019, houve a assinatura pública da escritura do Terreno de 24 mil metros quadrados do Parque Augusta sem prédios protagonizada pelo Ministério Público do Estado de São Paulo, pela Prefeitura de São Paulo e pela empresa antiga proprietária do imóvel.O Movimento Parque Augusta sem Prédios e A Rede Novos Parques celebraram mais esta etapa da odisséia do Direito à Cidade e da Democracia Direta, contudo, advertiram que as demandas por Energia Solar, Preservação do Muro Histórico da Rua Augusta, Permeabilização do rio Augusta e Auto Gestão deste mais novo equipamento público não foram alcançadas ou garantidas.O Grupo do Bem Estar e da Felicidade realizou vivência de Tai Chi Pai Lin.Foram realizados Protestos em defesa da Demarcação das Terras Indígenas e da Qualidade do Ar.A Poluição do Ar mata 14 mil pessoas por ano na cidade de São Paulo e gera prejuízo anual de R$ 850 milhões.O Instrumento urbanístico, previsto no Plano Diretor da Cidade de São Paulo, que possibilitou este desfecho, a Transferência do Direito de Construir(TDC) multiplica por dez os 3.200 metros quadrados de área potencialmente edificável do Parque Augusta, uma distorção que pode favorecer a privatização da cidade,se o Instrumento da Transferência do Direito de Construir não for aprimorado.https://www.nexojornal.com.br/expresso/2019/04/06/Como-%C3%A9-o-novo-projeto-do-parque-Augusta-em-S%C3%A3o-Paulo https://raquelrolnik.blogosfera.uol.com.br/2019/04/12/maquina-urbanistica-transforma-sem-cessar-o-que-e-publico-em-privado/ https://www.em.com.br/app/noticia/nacional/2019/04/06/interna_nacional,1044402/bruno-covas-assina-escritura-de-posse-do-parque-augusta.shtml https://www1.folha.uol.com.br/cotidiano/2019/04/bruno-covas-assina-escritura-do-futuro-parque-augusta-em-sp.shtml
No fim de outubro de 2019, começaram as obras para implantação do Parque Augusta. A população e a constelação de ativistas que lutou por décadas pela última área verde do centro da cidade de São Paulo agora reivindicam a Gestão Popular, a Energia Solar, o Rio Augusta permeável e a preservação do muro histórico da Rua Augusta.Projeções iniciais apontam a inauguração do Parque Augusta em junho de 2020.https://noticias.uol.com.br/cotidiano/ultimas-noticias/2019/10/23/comecam-as-obras-para-implantacao-do-parque-augusta-em-sao-paulo.htm
No dia 23 de novembro de 2019, ocorreram as eleições dos membros do Conselho Gestor do Parque Augusta.https://jornal.usp.br/radio-usp/colunistas/parque-augusta-tera-eleicao-de-conselho-gestor-do-espaco/
Ano de 2020
Em 2020, houve algumas polêmicas em relação às obras de qualificação do futuro Parque Augusta. O IPHAN descartou a presença de vestígios arqueológicos que apontassem para a presença de populações indígenas no local e encontrou louças e artefatos do fim do século XIX.Mas sugeriu que o Parque Augusta mantivesse um acompanhamento arqueológico permanente que pudesse ser visitado pela população, com a área verde em funcionamento, o que foi contemplado.A Pandemia da COVID 19 atrasou a evolução das obras do Parque Augusta por conta do necessário isolamento social.https://www.prefeitura.sp.gov.br/cidade/secretarias/meio_ambiente/noticias/?p=300895
https://g1.globo.com/sp/sao-paulo/noticia/2020/03/17/estado-de-sp-tem-o-primeiro-caso-de-morte-provocada-pelo-coronavirus.ghtml
Em 2021

Em 2021, passados os meses mais críticos da segunda Onda da Pandemia da COVID 19, e após sucessivos atrasos na data apontada como a da inauguração do Parque Augusta sem Prédios, última área verde do centro da cidade de SP, área de mais de 23 mil metros quadrados encravados entre as ruas da Consolação, Caio Prado, Augusta e Marquês de Paranaguá e ao lado da Praça Roosevelt, a Prefeitura de São Paulo indica o dia 6 de novembro de 2021 como o momento da abertura deste símbolo do Direito à Cidade e da Democracia Direta à população de São Paulo e do Brasil. No dia 5 de novembro de 2021 o Ministério Público do Estado de SP faria uma vistoria final. O Parque Augusta contará com 5 acessos: 2 pela Rua Caio Prado, 2 pela Rua Augusta e 1 pela Rua Marquês de Paranaguá.Seu horário de funcionamento, sugerido pelos diversos movimentos ativistas que conquistaram o Parque Augusta pra São Paulo e pro Brasil como o Movimento Parque Augusta sem Prédios, o Organismo Parque Augusta e os Aliados pelo Parque Augusta, e ratificado pelo Conselho Gestor do Parque Augusta, visa atender a demanda dos trabalhadores e trabalhadoras que costumam não poder frequentar estes equipamentos públicos por conta do horário de funcionamento que coincide com a jornada de trabalho: Assim, o Parque Augusta funcionará, de segunda a segunda, das 5 horas às 21 horas, permitindo que todos e todas ou que a maioria dos munícipes possa frequentá-lo, com tranquilidade, em diversos momentos do dia.O Parque Augusta contará com aparelhos de ginástica para adultos e pessoas idosas, brinquedos para crianças, cachorródromo, redário, trilhas para caminhada, paraciclos, arquibancadas e palco para apresentações litero-musicais e rodas de conversa, bosque de mata nativa, sítio arqueológico, biblioteca e centro de preservação da memória do processo de conquista do Parque Augusta e de estudos sobre Sustentabilidade e Permacultura, além de espaços administrativos que ficarão alojados no subsolo de uma das entradas de acesso pela Rua Augusta.O Parque Augusta Sem Prédios será inaugurado 1 dia após o triste aniversário de 6 anos do Crime SocioAmbiental cometido pela Vale na cidade de Mariana, em Minas Gerais, quando o colapso da Barragem de Mineração matou 19 pessoas e prejudicou todo o ecossistema da bacia do Rio Doce.A tragédia anunciada viria a se repetir em 25 de janeiro de 2019, quando a mesma Vale Permitiu que outro colapso de barragem de mineração vitimasse outras 270 pessoas e danificasse de forma irreversível a bacia do Rio Paraopebas.A inauguração do Parque Augusta reveste-se também de vários outros significados simbólicos, após quase 610 mil mortes no Brasil e mais de 5 milhões de mortes pela Pandemia da COVID 19 no mundo, já as causas das Pandemias Virais são o Desmatamento
a Poluição, as Emissões de Carbono pela queima de Combustíveis Fósseis, a perda da Biodiversidade e o salto de microorganismos patogênicos como o Novo Coronavírus de animais silvestres, como os morcegos, para outros animais e seres humanos. A Organização Mundial da Saúde já alertou que o mundo deve se preparar para outras Pandemias tão graves ou mais graves que a da COVID 19 para o presente e para o futuro.E a abertura ao povo de São Paulo e do Brasil, acontece ao mesmo tempo que Glasgow, na Escócia, sedia a COP 26, Conferência das partes das Nações Signatárias da Convenção das Nações Unidas para o Combate das Mudanças Climáticas, conferência essa que confirmou a perda de um tradicional protagonismo do Brasil, com a ausência da cúpula política brasileira e o envio de um Ministro do Meio Ambiente sem prestígio e desconhecido. De forma frustrante, grandes emissores de carbono mundiais como China, Rússia e Ìndia não assinaram o compromisso de redução do gás metano, produzido entre outras fontes pela pecuária, através da flatulência e eructação dos animais.A OMS em setembro de 2021, reduziu os níveis máximos aceitáveis de poluentes atmosféricos, como material particulado 2.5 mcg e 10 mcg, e o Brasil não vinha monitorando nem cumprindo os padrões críticos aceitáveis anteriores. Além disso, o Brasil não conta com uma Rede Nacional de Monitoramente e  Avaliação da Qualidade do Ar. No mesmo dia em que o Parque Augusta será inaugurado em São Paulo, o Brasil vive, de novo, uma grave crise hídrica e energética.O Sistema Cantareira, principal manancial da cidade de Sâo Paulo, opera com apenas 28% de sua capacidade, gerando o temor da necessidade de racinamento de água e de energia elétrica, que estão sendo impedidos por motivos políticos e eleitorais, já que as eleições de 2022 pautam os debates dos Executivos e dos Legislativos, em detrimento das políticas e serviços públicos, para sofrimento da população brasileira, que luta com 14 milhões de desempregados e desempregadas, 20 milhões de pessoas em insegurança alimentar e milhões de pessoas em situação de rua.O Movimento Parque Augusta e a Rede Novos Parques lamentaram a morte precoce do Artevista Makuxi Makunaima Jaider Esbell, aos 41 anos, após trabalho fecundo na defesa das Terras Indígenas e da Vida.Suas obras estão expostas na 34 Bienal - Faz Escuro mas Eu Canto e no Museu de Arte Moderna, ambos no Parque do Ibirapuera em SP, em 2021.

https://g1.globo.com/sp/sao-paulo/noticia/2021/11/04/parque-augusta-no-centro-de-sp-deve-ser-inaugurado-no-sabado.ghtml
https://www1.folha.uol.com.br/cotidiano/2021/10/parque-augusta-abre-com-trilhas-do-seculo-passado-ruinas-e-cachorrodromo.shtml
https://g1.globo.com/meio-ambiente/cop-26/noticia/2021/11/04/com-saida-de-lideres-negociacao-diplomatica-busca-as-metas-reais-da-cop26-veja-o-que-ainda-esperar.ghtml
https://www.paho.org/pt/noticias/22-9-2021-novas-diretrizes-globais-qualidade-do-ar-da-oms-visam-salvar-milhoes-vidas-da
https://diariodocomercio.com.br/economia/brasil-experimenta-a-maior-crise-hidrica-em-91-anos/
https://mananciais.sabesp.com.br/Situacao
https://www.poder360.com.br/brasil/cantareira-atinge-volume-de-285-e-passa-a-operar-em-faixa-de-restricao/
https://www.ibge.gov.br/explica/desemprego.php
https://www.fao.org/family-farming/detail/fr/c/1392789/
https://agenciabrasil.ebc.com.br/geral/noticia/2021-08/pandemia-aumenta-numero-de-moradores-em-situacao-de-rua-no-rio
https://www.em.com.br/app/noticia/gerais/2021/10/28/interna_gerais,1317951/mariana-6-anos-depois-nossa-inspiracao-e-o-acordo-de-brumadinho-diz-mp.shtml
https://g1.globo.com/mg/minas-gerais/noticia/2021/11/03/brumadinho-atingidos-deixam-de-receber-auxilio-e-passam-para-programa-de-transferencia-de-renda.ghtml
https://www1.folha.uol.com.br/ilustrada/2021/11/morre-jaider-esbell-artista-indigena-estrela-da-bienal-de-sao-paulo-aos-41-anos.shtml
Inauguração do Parque Augusta - 6/11/21

Depois de semanas chuvosas e mais frios no início de novembro de 2021, o Parque Augusta sem Prédios, última área verde do centro de SP, foi inaugurada num dia de céu azul e muito sol na cidade, em 6 de novembro de 2021. Além de toda cerimônia protocolar, houve protestos de servidores públicos municipais contra a Prefeitura de SP e o SAMPAPrev que desconta de salários e aposentadorias contribuições compulsórias para a Previdência Municipal. O Prefeito Ricardo Nunes(MDB-SP), sucessor de Bruno Covas(PSDB-SP), saiu do Parque Augusta, contrariado, após as manifestações críticas.Houve apresentações da banda Pequeno Cidadão, do Maestro João Carlos Martins e do dançarino Carlinhos de Jesus. O Conselho Gestor do Parque Augusta, através da representante popular Ana Banin questionou a nomeação do símbolo da Democracia Direta e do Direito à Cidade de Parque Municipal Bruno Covas e afirmou que a comunidade continuará a chamá-lo de simplesmente Parque Augusta. Houve muita procura pela vacina contra COVID 19 no Posto de Vacinação instalado no interior do Parque Augusta. Milhares de paulistanos e de turistas circularam pelo Parque Augusta em todas as suas dependências, como cachorródromo, brinquedos para crianças, academia de ginástica, redário, centro de Estudos, sanitários, bosque nativo, trilhas para caminhadas, gramado para prática de yoga, meditação, ginástica, solário, vestígios arqueológicos etc....Até corretores de imóveis, aproveitaram o grande movimento popular para tentar vender unidades habitacionais construídas para o mercado imobiliário que especula e lucra com todos os equipamentos públicos que valorizam os imóveis.Os preços de aluguéis e condomínios do entorno do Parque Augusta subiram muito durante a Pandemia da COVID 19 por conta da inflação e do processo de gentrificação que expulsa moradores da classe média baixa, historicamente presentes no Baixo Augusta, para acolher moradores da Classe Média Alta, com maior poder aquisitivo.https://www1.folha.uol.com.br/cotidiano/2021/11/inauguracao-do-parque-augusta-em-sp-vira-palco-para-protesto-de-servidores.shtml